# Hemorragia intracraniana
A hemorragia intracraniana (HIC) é um sangramento dentro do crânio. Seus subtipos são as hemorragias intracerebrais (hemorragias intraventriculares e intraparenquimatosas), hemorragias subaracnoidais, hemorragias epidurais e hemorragias subdurais. O sangramento intracerebral afeta 2,5 a cada 10 mil pessoas por ano. Na maioria das vezes acaba em um resultado letal.

## Sinais e sintomas
A hemorragia intracraniana é uma emergência médica grave porque a acumulação de sangue dentro do crânio pode levar a aumentos na pressão intracraniana (PIC), sendo que quanto mais o hematoma se expande, mais a PIC eleva-se. Aumentos graves na pressão intracraniana podem causar sintomas inespecíficos como cefaleia, náusea, vômito e alteração do nível da consciência. Quando a HIC se expande, ela pode causar hérnia cerebral.

## Causas, diagnóstico e prognóstico
O sangramento intracraniano ocorre quando um vaso sanguíneo dentro do crânio é rompido ou vaza. Pode resultar de trauma físico (como ocorre na lesão da cabeça) ou causas não-traumáticas (como ocorre no AVC hemorrágico), como um aneurisma rompido. A terapia anticoagulante, bem como os distúrbios com coagulação sanguínea podem aumentar o risco de que ocorra uma hemorragia intracraniana.
A hemorragia intracraniana é diagnosticada principalmente pela história médica, exame físico e uma tomografia computadorizada sem contraste do cérebro, a qual encontrará a localização do sangramento.
Pode ser relativamente seguro reiniciar os anticoagulantes depois de uma HIC.